# Dalmát Zagora
A Dalmát Zagora (horvátul: Dalmatinska Zagora) egy történelmi és természetföldrajzi tájegység Horvátország déli részén, Észak- és Közép-Dalmáciában,  Split-Dalmácia és Šibenik-Knin megye területén. 

## Fekvése
A Zagorát ma általában Dalmácia kontinentális részének tekintik. A Zagora egy 150 km hosszúságú övezet, amelyet a parttól a Kozjak (780 m), a Mosor (1339 m), az Omiška Dinara (864 m), a Biokovo (1762 m) és a Rilić (1160 m) hegyvonulata választ el. A Zagora területét alapvetően a Knin, Drniš, Sinj, Vrlika, Imotski és Vrgorac környékén fekvő területek alkotják. A Zagora kifejezetten karsztvidék. Főleg viszonylag alacsony magaslatokból, kis völgyekből és közöttük lévő, kelet-nyugati irányban elnyúló mezőkből áll. A dombok csupaszok vagy bokrokkal és alacsony erdővel borítottak, míg a mezőkön földművelés folyik, mellettük pedig települések találhatók. 

## Neve
Ezt a területet már az első említésétől kezdve, a kora középkorban Zagorjének (hegy mögötti terület) hívták. A török uralom idején a 16. század első felétől a 17. század végéig a Zagora területe több közigazgatási egység (náhije) területének része volt. A velencei uralom (1699 - 1797) kezdetén területe főként a Drniši és a Trogiri krajina között oszlott meg és azóta sem vált külön közigazgatási egységgé, a Zagora név azonban a mai napig megmaradt. A régi Zagorje név a 19. század folyamán változott a mai Zagora formájára.

## Története
Zagora területe már az őskorban is lakott volt. Az ember legrégibb nyomai a Cetina forrásvidékén, Bitelićnél, Dabar és Rumin felett, Otišićnál és Vrdovón található barlangokban kerültek elő. Ezekben a barlangokban kőszekercéket, őrlőköveket, kőkéseket, nyílhegyeket és lándzsahegyeket találtak. A térség első ismert népe az illírek egyik törzse a dalmátok voltak. Róluk mesélnek az ókorból fennmaradt halomsírok és várak maradványai. A rómaiak csak az 1. század elejére tudták véglegesen meghódítani a térséget. Az itt élő dalmaták idővel romanizálódtak és amint azt a számos római kori lelet is tanúsítja, átvették a római életmódot és kultúrát. A római uralom egészen 481-ig tartott, amikor Odoaker germán hadai foglalták el Dalmáciát. 493-ban a keleti gótok lerázva Odoaker uralmát fennhatóságuk alatt egyesítették Dalmáciát és a Drávától félre eső pannon területeket. A térség 535-ig maradt keleti gót uralom alatt, amikor I. Justinianus császár a Keletrómai Birodalom részévé tette. Tőlük a 6. század második felében foglalták el a területet az avarok és szláv segédnépeik.
A 925-ben megalapított horvát állam nem volt hosszú életű és a horvát területekkel együtt a 11. század végén Zagora is a magyar királyok uralma alá került. A következő időszakban a Zagora horvát nemesi családok, főként a Šubićok, a Nelipićek, a Frangepánok uralma alatt állt. A térség elleni török támadások már 1415-ben megkezdődtek, melyek során többször felégették és kirabolták. A török hódítás a 15. század végén érte el, amikor előbb Imotski és vidéke, 1522-ben pedig Drniš és a környékbeli várak, Knin és Skradin is török kézre került. A térség 1699-ben a karlócai béke értelmében ugyan átmenetileg felszabadult, de a béke nem maradt tartós. A velencei-török háborúnak az 1718-as pozsareváci béke vetett véget, mely után a török veszély végképp megszűnt ezen a vidéken. Ezt követően a Zagora velencei uralom alatt volt, melynek 1797-ben lett vége, amikor osztrák csapatok vonultak be ide. 1806-ban az osztrákokat legyőző franciák uralma alá került, de Napóleon lipcsei veresége után 1813-ban újra az osztrákoké lett. Dalmácia osztrák uralom alá kerülése alkalmából 1818-ban I. Ferenc látogatást tett a tartományban, mely során meglátogatta Sinj városát is. Az első világháborút követően 1918-ban a Zagora az új szerb-horvát-szlovén állam, majd később Jugoszlávia része lett. A második világháború idején a Független Horvát Állam része lett, de a lakosság ellenségesen viszonyult az olasz és német megszállókhoz. Ezért erős volt az antifasiszta ellenállás, emiatt gyakran vált a hatóságok megtorlásainak színhelyévé. A háború után a Zagora a szocialista Jugoszlávia része lett. 1991-től a független Horvátországhoz tartozik.

## Népessége
A gazdaság hagyományosan állattartásból és mezőgazdaságból, különösen szőlőművelésből áll. A dél-horvát régiók egyenlőtlen fejlődése miatt a 20. század második felében az elnéptelenedés nagyon erőteljes volt Zagorában.

## Turizmus
A Zagora legmagasabb és legszebb hegyei a Biokovo, a Mosor, a Svilaja, a Dinara és a Kamešnica nagyon vonzóak a turisták számára. Az ország egyik legvonzóbb nemzeti parkja a Krka Nemzeti Park a Zagora területén található.

## Fordítás
Ez a szócikk részben vagy egészben  a   Zagora című horvát Wikipédia-szócikk ezen változatának fordításán alapul.  Az eredeti cikk szerkesztőit annak laptörténete sorolja fel. Ez a jelzés csupán a megfogalmazás eredetét és a szerzői jogokat jelzi, nem szolgál a cikkben szereplő információk forrásmegjelöléseként.